# 신즉물주의

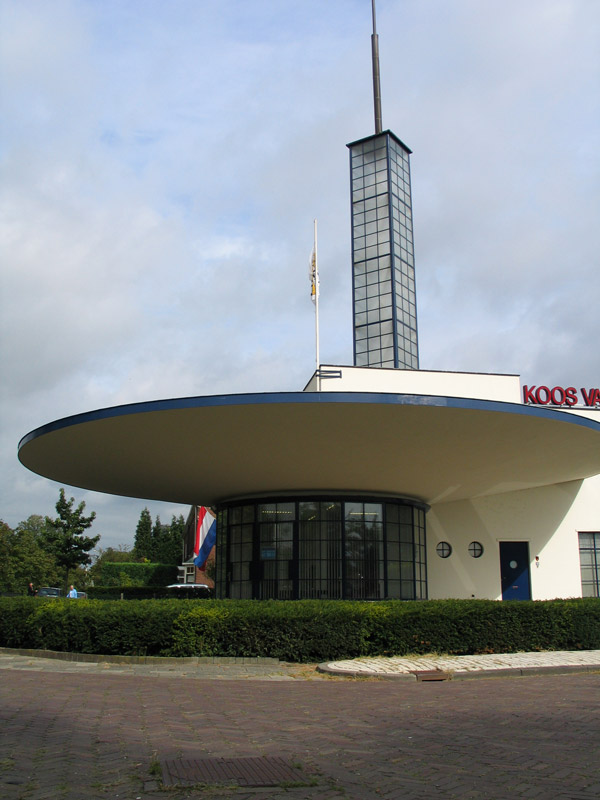

신즉물주의(독일어: Neue Sachlichkeit)는 1920년대에 독일에서 표현주의에 반발하면서 나타나기 시작했다. 객관적인 합목적성(合目的性)과 실용성을 존중하는 경향을 말한다.

## 개요
독일에 있어서 반표현주의적인 미술운동인데, 1925년 만하임 미술관에서 개최된, 할트라우프 박사가 기획한 전람회의 이름에서 유래한다. 표현주의가 주관의 표출(表出)에 전념한 나머지 대상의 실재 파악을 벗어나 비합리주의적 경향으로 향하여 가는 데에 반대하여 즉물적인 대상 파악에 의하여 실재감의 회복을 꾀하였다. 유력한 화가로서는 게오르게 그로스와 오토 딕스의 이름을 들 수 있으며, 베를린의 다다이슴 운동을 거쳐온 이 두 사람은 사회풍자의 경향이 짙고 제1차 세계대전 후 혼란한 세상을 좌익적인 입장에 서서 통렬하게 비판하였다.
그 밖에 주목되는 화가에는 정물 및 실내를 소박한 기법으로 그린 게오르그 시린프와 기계를 모티프로 한 게오르그 숄츠, 가하학적 형태를 골격으로 하여 식물을 그린 알렉산더 카놀트가 있다. 노이에 자하리히가이트의 화가들은 대상 묘사만은 리얼하지만 그 배합과 구성에 있어서는 이질적인 관련성을 구하여 재배합·재구성해 가는 경향이 짙어 그 때문에 마술적 리얼리즘이란 별명으로도 불린다.
이러한 점에서는 형이상화파(形而上畵派)나 쉬르레알리슴의 의도하는 바와 가깝다. 나치스의 대두와 함께 박해를 받아 소멸되었다.

## 신즉물주의 음악
음악의 분야에서 실천적으로 이 경향을 보급시킨 사람은 파울 힌데미트와 쿠르트 바일이었다. 음악은 사회생활의 필수품으로서 만들어져야 한다는 견해에서 힌데미트가 스스로 '실용음악'(독일어: Gebrauchsmusik)으로 분류한 작품들(예: 목관 5중주곡인 작은 실내음악 작품번호 24의 2)이나 바일의 〈하류(下流) 오페라〉를 위시한 무대작품 등 명랑하고 활발한 작품이 만들어졌다. 그들은 반음계와 안어울림음도 사용하고 있으나 전체로서는 조화감이 있는, 형식상로서는 신바로크풍의 음악이었다. 나치스가 정권을 장악한 뒤로는 두 사람이 모두 망명지인 미국에서 활동을 계속하였다(다만 힌데미트는 서독에서 사망).